# VV Heerenveen in het seizoen 1964/65
Het seizoen 1964/1965 was het 11e jaar in het bestaan van de Heerenveense betaaldvoetbalclub Heerenveen. De club kwam uit in de Tweede divisie A en eindigde daarin op de negende plaats. Tevens deed de club mee aan het toernooi om de KNVB beker, hierin werd in de tweede ronde verloren van RCH (0–2).

## Wedstrijdstatistieken

### Tweede divisie A
|       | AGOVV | Cambuur | EDO   | De Graafschap | Haarlem | Hilversum | PEC   | RCH   | Tubantia | Vitesse | Wageningen | FC Zaanstreek | ZFC   | Zwartemeer | Zwolsche Boys |
| ----- | ----- | ------- | ----- | ------------- | ------- | --------- | ----- | ----- | -------- | ------- | ---------- | ------------- | ----- | ---------- | ------------- |
| Thuis | 1 – 0 | 0 – 4   | 4 – 0 | 1 – 0         | 2 – 1   | 0 – 1     | 1 – 2 | 0 – 0 | 0 – 0    | 2 – 1   | 4 – 0      | 1 – 1         | 0 – 1 | 2 – 1      | 2 – 0         |
| Uit   | 1 – 3 | 4 – 1   | 1 – 1 | 1 – 1         | 2 – 2   | 1 – 0     | 1 – 0 | 1 – 1 | 1 – 1    | 4 – 1   | 3 – 0      | 4 – 0         | 1 – 1 | 2 – 2      | 0 – 1         |

### KNVB Beker
| 1e ronde                                            | Heerenveen                                | 4 – 1 (3 – 1) | Willem II                |
| 4 oktober 1964 Plaats: Heerenveen J.H. Kruisstraat  | Roel Huitema 4', 21', 24' Henk Hainje 70' |               | 10' Piet Timmermans      |
| 2e ronde                                            | Heerenveen                                | 0 – 2 (0 – 1) | RCH                      |
| 6 december 1964 Plaats: Heerenveen J.H. Kruisstraat |                                           |               | 4', 48' Koos van Weerlee |

## Statistieken Heerenveen 1964/1965

### Eindstand Heerenveen in de Nederlandse Tweede divisie A 1964 / 1965
| Stand | Gespeeld | Gewonnen | Gelijk | Verloren | Punten | Doelpunten voor | Doelpunten tegen |
| ----- | -------- | -------- | ------ | -------- | ------ | --------------- | ---------------- |
| 9e    | 30       | 10       | 10     | 10       | 30     | 35              | 39               |

### Topscorers
| #      | Naam              | Goal |
| ------ | ----------------- | ---- |
| 1.     | Henk Klunder      | 7    |
| 2.     | Henk Boerema      | 5    |
| 2.     | Tjeerd Krist      | 5    |
| 4.     | Jan Prummel       | 4    |
| 4.     | Hans Zwart        | 4    |
| 6.     | Henk Hainje       | 3    |
| 6.     | Roel Huitema      | 3    |
| 6.     | Leo de Vroet      | 3    |
| 9.     | Henk Hartkamp     | 1    |
| 9.     | Uilke Idzinga     | 1    |
| 9.     | Theo Kussendrager | 1    |
| 9.     | Klaas Oosterhof   | 1    |
| Totaal | Totaal            | 35   |

| #      | Naam         | Goal |
| ------ | ------------ | ---- |
| 1.     | Roel Huitema | 3    |
| 2.     | Henk Hainje  | 1    |
| Totaal | Totaal       | 4    |